# BMW 303
La BMW 303 è un'autovettura di fascia medio-bassa prodotta dal 1933 al 1934 dalla casa automobilistica tedesca BMW.

## Storia e profilo

### Genesi ed esordio

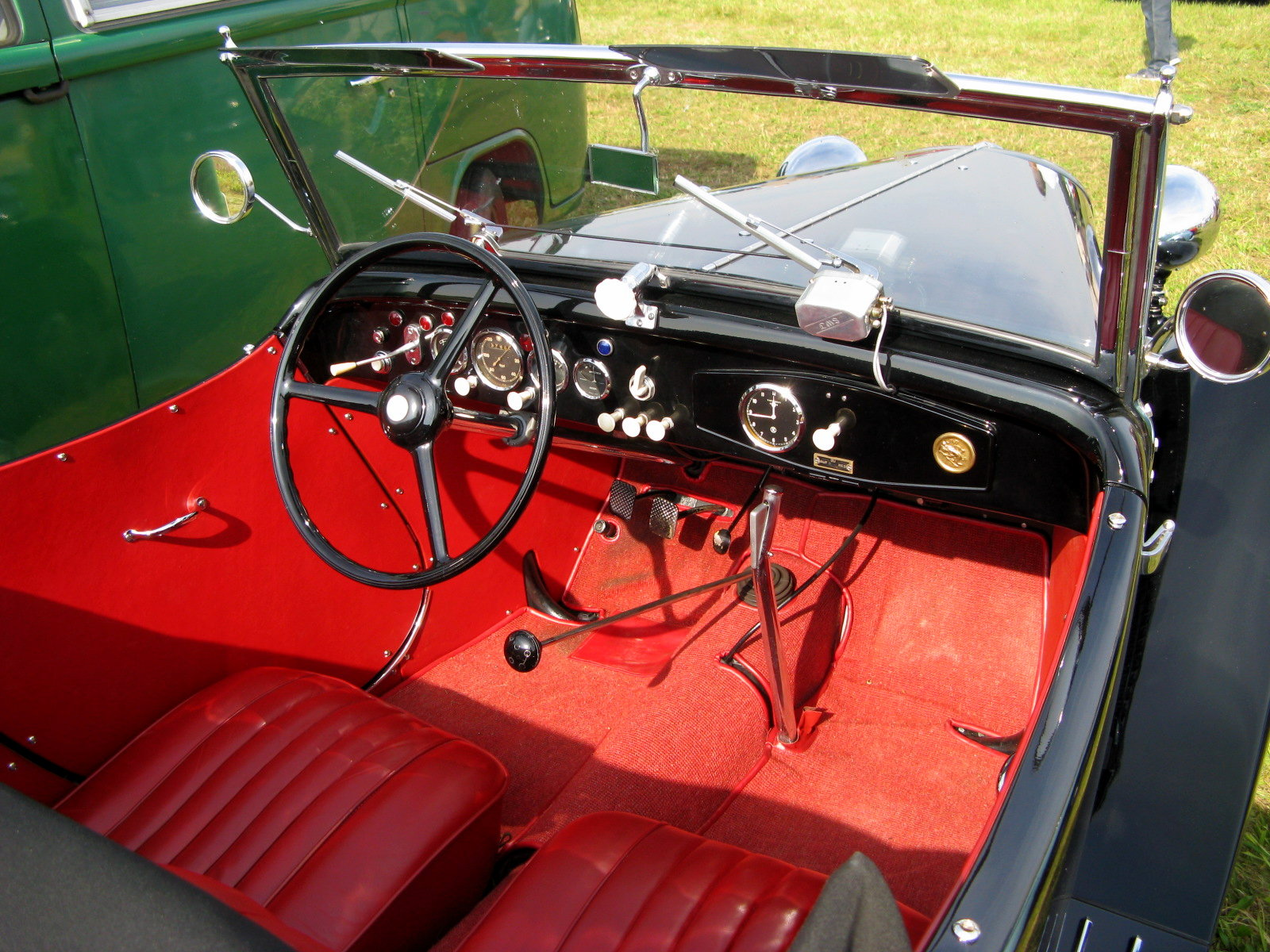
Interni

All'inizio degli anni trenta, il successo parziale dei modelli 3/15 e 3/20 spinse la BMW a esplorare nuove possibilità di sbocco commerciale anche nelle fasce di mercato leggermente più alte. Ciò fu visibile nei successi commerciali che specialmente in Germania stavano ottenendo modelli come la Opel 1,2 litri e la Ford Model C, modelli che fra l'altro stavano aiutando non poco i rispettivi costruttori a uscire indenni dalla grave crisi finanziaria mondiale innescatasi all'inizio di quel decennio. Per questo si cominciò a lavorare al progetto di un'auto che andasse a rappresentare la Casa dell'Elica in quel nuovo segmento di mercato. Ancora una volta, venne rinnovato l'accordo con la Daimler-Benz, che già stava collaborando con la BMW costruendo le carrozzerie in lamiera per la piccola 3/20.
Come già per la 3/20, anche nel caso del nuovo modello il progetto si snodò principalmente nello stabilimento di Monaco di Baviera, tradizionalmente utilizzato dalla BMW in quegli anni soprattutto per la produzione motociclistica. Qui l'ingegner Max Friz venne incaricato di sviluppare il nuovo motore. A Eisenach, invece, un altro ingegnere BMW, ossia Martin Duckstein, progettò un motore più convenzionale, che però alla fine venne scartato in favore del progetto di Friz, ma a differenza della proposta di quest'ultimo, ma in ghisa (come proposto da Duckstein) anziché in lega di alluminio (come invece era stato proposto inizialmente da Friz). Sempre a Eisenach venne realizzato un nuovo telaio, più rigido e leggero, da utilizzare come base per la nuova vettura. Artefice di ciò fu il capo progetto Fritz Fiedler, brillante ingegnere con un passato significativo alla Stoewer e alla Horch, arrivato da poco alla BMW.

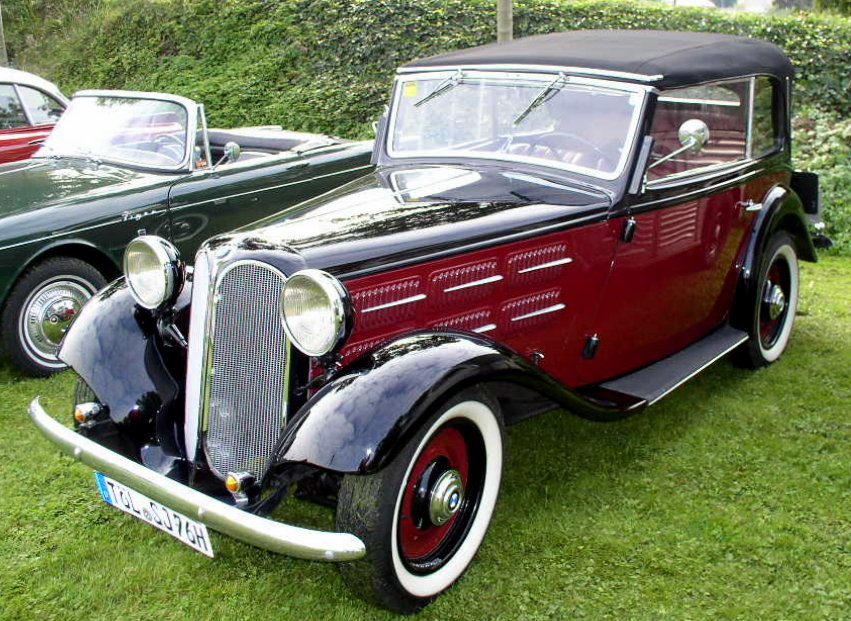
303 Cabriolet

Allo stabilimento Daimler-Benz di Sindelfingen venne invece affidato ancora una volta il compito di realizzare le carrozzerie in lamiera.
Al Salone dell'Automobile di Berlino, tenutosi nel mese di febbraio del 1933, vennero presentati tre prototipi del nuovo modello, che però non convinsero appieno. Velocemente modificati laddove necessario, i nuovi esemplari vennero finalmente lanciati sul mercato a marzo, mese in cui la vettura poté cominciare a essere ordinata. Il lancio della vettura avvenne con la denominazione commerciale di 303 e il primo esemplare venne consegnato il 12 aprile.

## Caratteristiche
La 303 è stato un modello particolare nella storia della Casa dell'Elica, perché si tratta della prima BMW con motore a 6 cilindri e perché portò con sé alcuni contenuti tecnologici degni di nota, soprattutto a livello di telaio, ma anche perché si tratta della prima BMW dotata della calandra a "doppio rene", una calandra che in questo caso, dato il pronunciato sviluppo in altezza del vano motore, si presentava molto sviluppata verticalmente. Come di consueto anche in molte altre autovetture dell'epoca, ai lati del cofano motore erano presenti due file di deflettori (tre per lato) atti allo smaltimento del calore sviluppato dal motore. Il corpo vettura dalle forme molto classiche era disponibile in due varianti di carrozzeria: berlina oppure cabriolet, in entrambi i casi a 2 porte o a 4 posti. Esteticamente, la 303 rispecchiava lo stile in voga all'epoca, con forme squadrate, ma con spigoli morbidi. Le sue dimensioni generose, unite a un passo di 2,4 m, favorivano enormemente lo spazio interno a disposizione dei passeggeri.

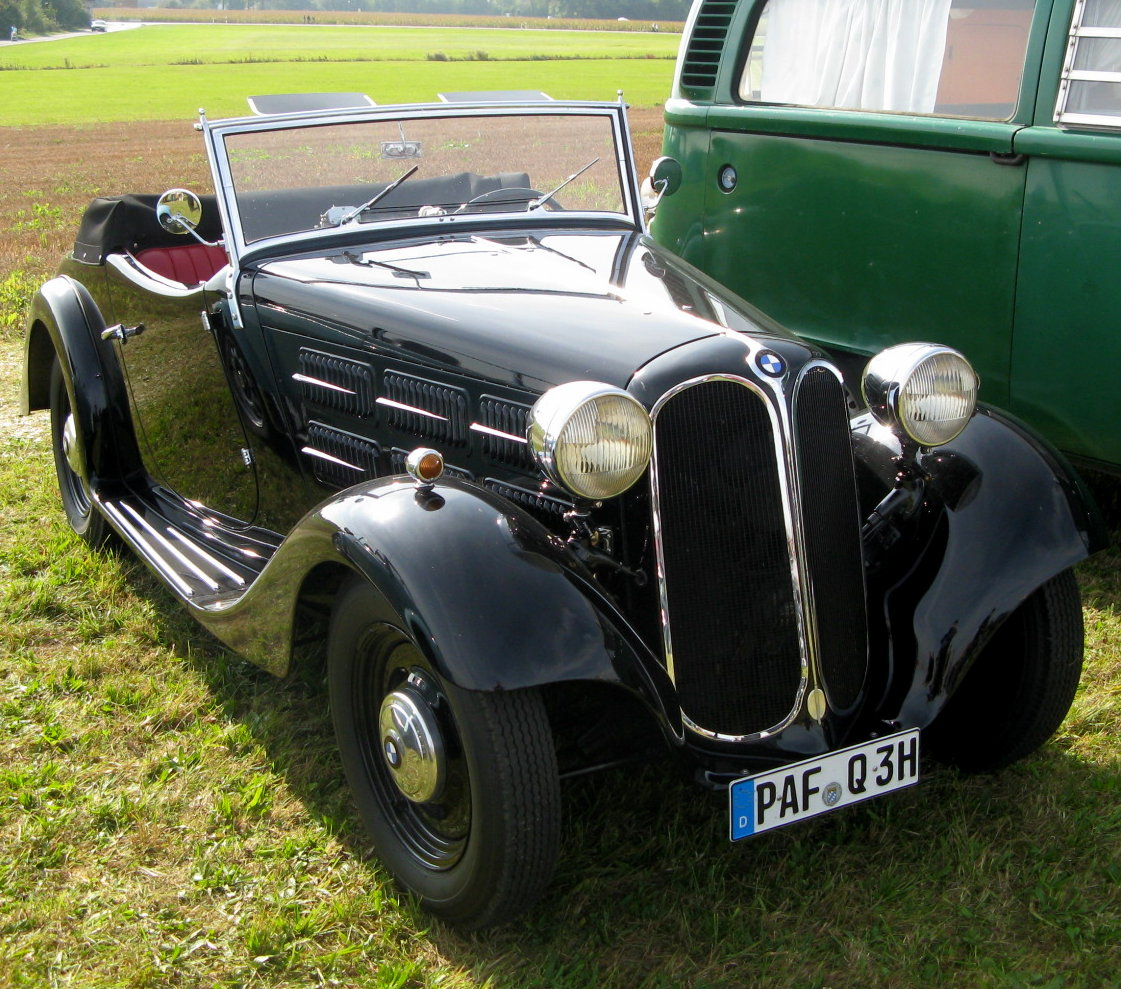
Una 303 cabriolet

La 303 nacque su un nuovo telaio a longheroni tubolari anziché con profilo a U, una soluzione che assicurava una maggior rigidezza torsionale a fronte di un peso inferiore di circa 50 kg. I due longheroni erano uniti mediante traverse saldate e non più rivettate. Tale telaio era ribassato, una soluzione che garantiva sia una maggior comodità di accesso all'abitacolo per i passeggeri, sia l'abbassamento del baricentro della vettura, in modo da conferirle una maggior stabilità su strada. Meno innovativo l'approccio progettuale riservato alla meccanica telaistica, che a fronte di un avantreno a ruote indipendenti vide il ritorno a un retrotreno ad assale rigido, al contrario della meno recente e più piccola 3/20. L'impianto frenante era a tamburo sulle quattro ruote, con azionamento a cavo. Una piccola novità venne invece dal sistema sterzante, non più a vite senza fine ma a cremagliera. In particolare, va detto che la 303 fu la prima autovettura al mondo a montare questa soluzione per lo sterzo,, che venne poi utilizzata universalmente.

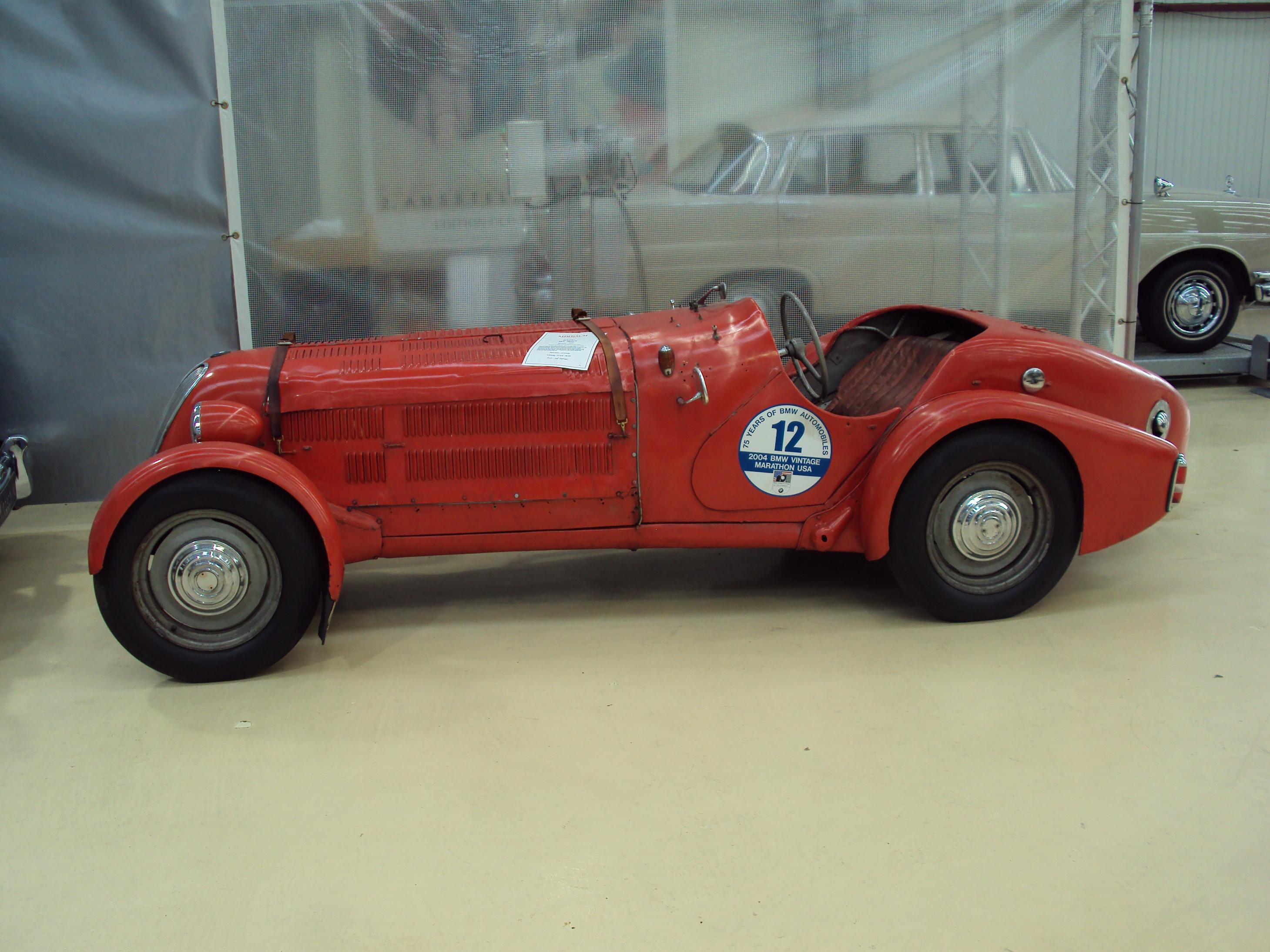
303 Sport

Un'altra significativa novità fu il nuovo motore M78, un 6 cilindri da 1182 cm³, realizzato a partire dalle misure caratteristiche del 4 cilindri M68 montato sotto il cofano della 3/20. Come nel caso della 3/20 identico fu pure lo schema della distribuzione a valvole in testa. La potenza massima di questo propulsore era di 30 CV, sufficienti per spingere la vettura a una velocità massima di 90 km/h. Infine, per quanto riguardava la trasmissione, la nuova vettura montava una frizione monodisco a secco e un cambio a 4 marce, delle quali la terza e la quarta erano sincronizzate.

### Carriera commerciale
La 303 era disponibile come berlina e come cabriolet e nonostante la cilindrata ridotta, lo schema del frazionamento in 6 cilindri e altri piccoli particolari la rendevano più esclusiva di altre vetture e la ponevano un gradino più in alto rispetto alla concorrenza. In realtà, a conti fatti, la 303 ottenne solo un successo limitato, forse perché la sua apparenza da vettura di fascia più alta non si rispecchiava nel motore, ancora troppo limitato nella cilindrata e nelle prestazioni (la velocità massima era di 90 km/h, comunque in linea con le altre millecento) e in alcune soluzioni troppo banali come l'asse rigido posteriore. Pertanto fu prodotta in soli 2 298 esemplari e fu pensionata nel 1934.

## Produzione per tipo di carrozzeria
| Berlina | Trasformabile | Torpedo | Cabriolet 2 posti | Cabriolet 4 posti | Telaio nudo | TOTALE |
| 1 503   | 150           | 2       | 27                | 542               | 74          | 2 298  |